# ۹۲۱ (میلادی)
۹۲۱ (میلادی) نهصد و بیست و یکمین سال تقویم میلادی است.

## رویدادها
- (۹۲۱ م) مسعر ابن مهلهل از کاخهای باستانی شاهان ایران در کرمانشاه دیدن کرد و شرح ویران کردن آن توسط اعراب را نوشته است. اعراب نام کرمانشاه را به قرمسین-قرماشین تغییر دادند.[۱]
- شروع پادشاهی گیون سائه آخرین پادشاه شیلا

## درگذشتگان
‎